# Michael Schulze
Michael Schulze (Göttingen, 1989. január 13. –) német labdarúgó, jelenleg a Regionalliga Nord (negyedosztályú) Eintracht Braunschweig II hátvédje.

## Pályafutása
Schulze az SSV Vorsfelde csapatában kezdte pályafutását. 2001-ben került a VfL Wolfsburg kötelékébe. 2008-ban került fel a második csapathoz. Az első csapatban 2011-ben mutatkozott be. A Bundesliga-szereplő csapatban 2013-ig mindössze 3 meccsen játszott, utolsó fél szezonját az Energie Cottbusnál töltötte kölcsönben. 2013. nyarán végleg oda szerződött, Sváb Dániel is csapattársa lett. A másodosztályú csapat a szezon végén kiesett a harmadosztályba, se Sváb, se Schulze nem maradt a klubnál. Utóbbi maradt a Bundesliga 2-ben, az 1. FC Kaiserslautern játékosa lett.